# 碎紙機

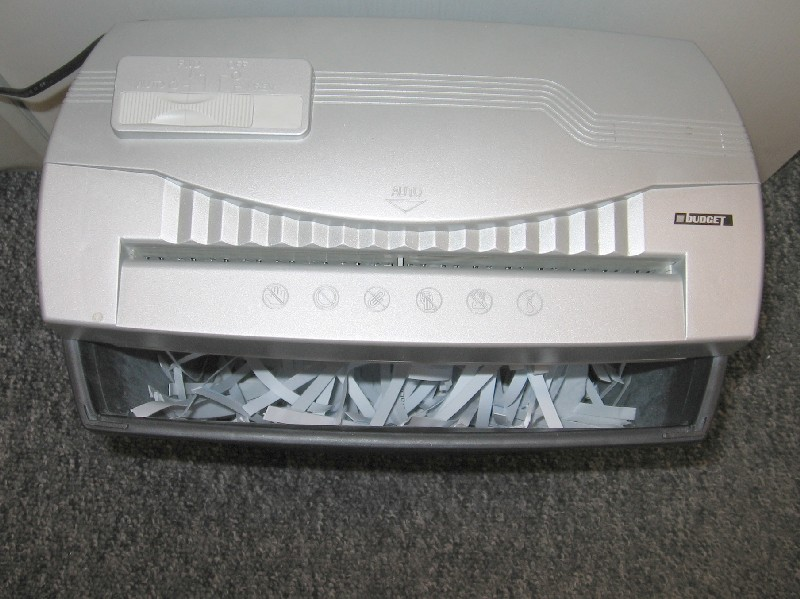
碎紙機（俯视）照片

碎紙機是用切割方法销毁机密或者牵涉隐私文件材料的事務機器。有些碎紙機除了紙張材料外，还能切割信用卡和光碟。
自动碎紙機切割出来的形状主要有长条状、短条状、粒状等。一般说来，切割的碎片越小，别人从碎片拼凑出内容的可能性越低。为了加强保密，切割的方向应該和文字的書寫方向垂直，而且碎片在丢弃之前要分散打乱，否则碎纸机切割过的文件经过努力可能被复原出来，比如美国安然有限公司（Enron）的财务丑闻中，公司方用碎纸机处理的文件就被调查人员进行了成功复原。

## 碎紙機的标准
- DIN 32757（德国）
  - Level 1 = 12毫米 条状
  - Level 2 = 6毫米 条状
  - Level 3 = 2毫米 条状
  - Level 4 = 2 x 15毫米 粒状
  - Level 5 = 0.8 x 12毫米 粒状
  - Level 6 = 0.8 x 4毫米 粒状
- DoD（美国国防部）
  - Top Secret = 0.8 x 11.1毫米（與德國DIN的第5級標準相若）
- NSA/CSS 02-01（美国国家安全局）
  - 1 × 4毫米

## 相关资料参考
- https://web.archive.org/web/20150102214207/http://www.huaize.com/suizhiji.html